# Funkcja masy prawdopodobieństwa
Funkcja masy prawdopodobieństwa (ang. probability mass function, pmf) – funkcja dająca dla każdej liczby rzeczywistej {\displaystyle u} prawdopodobieństwo, że dana dyskretna zmienna losowa przyjmie wartość {\displaystyle u.}
Jest szczególnym przypadkiem funkcji rozkładu prawdopodobieństwa dla rozkładów dyskretnych.
Zachodzi:
{\displaystyle \sum _{u}\operatorname {pmf} (u)=1,}
gdzie {\displaystyle u} przebiega zbiór możliwych wartości zmiennej {\displaystyle X.}